# Mistrà (bevanda spiritosa)
Il mistrà è una bevanda spiritosa secca, tipica dell'Italia Centrale ottenuta con l'impiego di distillati naturali di piante aromatiche come l'anice verde e l'anice badiana (gradazione alcolica 42%).

## Storia
Trae le sue origini dalla conquista dell'omonima città (situata a circa 8 km dall'antica Sparta) da parte della Repubblica di Venezia, avvenuta nel 1687 e terminata nel 1715. I veneziani scoprirono l'ouzo greco e lo portarono in patria, battezzandolo con il nome della città conquistata. Da quel momento il mistrà divenne il liquore per eccellenza della Serenissima. Le dominazioni austriaca e francese segnarono il declino della sua popolarità in Veneto.
Il mistrà, a differenza dell'anisetta e della sambuca, entrambi dal sapore dolce, ha un gusto molto secco, che lo rende ideale per correggere il caffè, ma può essere bevuto anche liscio. A Venezia era anche bevuto alla maniera dell'ouzo e del pastis francese, mischiato con acqua. Nella seconda metà dell'Ottocento il mistrà venne riscoperto da Girolamo Varnelli, che ne interpretò e perfezionò la ricetta, partendo dall'intenzione di creare un decotto contro la malaria per i pastori transumanti in Maremma, creando il Varnelli, l'anice secco speciale, tipico prodotto marchigiano.
Essendo un prodotto di tradizione contadina, normalmente viene prodotto e consumato in casa. Tuttavia, il Varnelli, così come il mistrà Pallini, sono anche commercializzati su vasta scala.

## Riconoscimenti
Su proposta della Regione Marche e della Regione Lazio, il Ministero ha concesso il riconoscimento come prodotto tradizionale.